# بين لانغ
بين لانغ (بالإنجليزية: Ben Lang)‏ هو شخصية أعمال وفلاح وسياسي أمريكي، ولد في 11 نوفمبر 1870، وتوفي في 19 أبريل 1960. حزبياً، نشط في الحزب الجمهوري. وقد انتخب عضو جمعية ولاية ويسكونسن.